# コメンダ
コメンダ（Komenda, ドイツ語：Commenda）は、スロベニアの小さな市であり、カムニーク市の約6キロ北に位置する。
コメンダ市は14の小さな村からなっている。
- コメンダ
- モステ　Moste
- スハドレ　Suhadole
- ゼイェ　Zeje
- クラネツ　Klanec
- グマイニツァ　Gmajnica
- ポトク　Potok
- ブレグ　Breg
- ゴラ　Gora
- ナソフツェ　Nasovce
- ムラカ　Mlaka
- コメンツカ・ドブラヴァ　Komendska Dobrava
- ポドボルスト　Podborst
- クリズ　Kriz